# Libětice
Libětice falu és önkormányzat (obec) Csehország Dél-csehországi kerületének Strakonicei járásában. Területe 4,51 km², lakosainak száma 74 (2008. 12. 31). A falu Strakonicétől mintegy 6 km-re délnyugatra, České Budějovicétől 52 km-re északnyugatra, és Prágától 105 km-re délnyugatra fekszik.
A település első írásos említése 1243-ből származik.

## Népesség
A település népessége az elmúlt években az alábbi módon változott:
| Lakosok száma | 211  | 185  | 155  | 144  | 102  | 77   | 88   | 89   | 83   | 82   |
|               | 1869 | 1890 | 1921 | 1950 | 1980 | 2001 | 2017 | 2019 | 2022 | 2024 |